# Містраль (вітер)
Містраль — сильний та холодний північно-західний вітер на середземноморському узбережжі Франції в долині річки Рони.

## Назва
Назва «містраль» походить від прованського слова, що означає «владний», і, відповідно до своєї назви, він інколи дме зі силою 200 кілометрів за годину. Містраль належить до відомих вітрів, скажімо таких як фен в Альпах, памперо у Південній Америці, чинук у північноамериканських Скелястих горах, Харматан у Північно-Західній Африці та евроклідон, вітер, котрий згадується в Біблії у Дії Апостолів 27:14.

## Опис
Містраль народжується у нескінченному «конфлікті» між високим атмосферним тиском над Центральною Францією і низьким тиском над Середземномор'ям. Його велика міць походить від того, що називається «ефектом прірви» між горами. Він особливо сильно дме в ущелині Донзар, що слугує йому, немов тунель, між Альпами та Центральним Французьким масивом.
Улітку містраль розвіює хмари, а взимку він робить холод нестерпним, він може викликати пізні заморозки в тому регіоні помірного клімату. У будь-яку пору року у всьому своєму дискомфорті місцеві мешканці звинувачують містраль.
«Три, шість чи дев'ять днів», — каже старе прованське прислів'я про те, скільки часу дутиме містраль. Але цей владний вітер може дути набагато довше ніж дев'ять днів. Наприклад, 1965 року він дув безперервно 23 дні.
Людина навчилась жити з містралем. Паралельні живоплоти захищають поля, а старі сільські хати майже ніколи не мають вікон з північного боку. Хоч і містраль холодний та інколи дуже неприємний вітер, його таки можна розглядати як майстра ландшафтної архітектури.
Охайні рядки паралельно розташованих живоплотів, безладно розкидані на підвітряних схилах пагорбів купки сіл і дерева, що здається, втратили усі гілки та листя з одного боку, — так виглядає ландшафт Провансу, що на південному сході Франції.

## Різновиди
- Маіструс, міастра — це холодний північно-західний вітер на чорноморському узбережжі Болгарії, Криму, в Егейському морі.
- Сьєрса — це холодний північний вітер до моря по зниженню рельєфу між Альпами і Піренеями, що інколи охоплює все узбережжя від гирла річки Ебро до Генуезької затоки, від Барселони до Генуї і досягає Корсики, Балеарських островів, а інколи навіть берегів Африки. У гирлі Ебро сьєрсо виникає восени-на початку зими, а гирлі Рони — у другій половині зими-на початку весни. Сьєрсо має риси бори. У звуженні долини Рони біля порогу Наруз він був причиною сходження поїзда.
- Містраль-плен — це вітер, що виникає під час руху циклона над Ліонською затокою.
- Містрале, містраля-петіт — малий містраль, помірний і не різкий.
- Містраль-ентре — вітер, що дме вдень недовго, охоплюючи тільки долину Рони[2].

## Місцеві назви
У Провансі містраль називають по-різному:
- манго фанго — їж бруд,
- ліго фанго — злизуй бруд,
- ліпо фанго — ковтай бруд,
- секер — той, що висушує,
- сер — холодний вітер, подібний до бори,
- зізамп — дуже холодний містраль.

У Марселі, містраль, який супроводжується дощем, називають містро брю — туманний. Це поривчастий вітер із льодовим дощем.

## Вплив на людей
Містраль — це вітер, який керує життям людей, тому йому дають різні назви: маестро, містро́, магістер, містрао́, містрає́н, магістраль тощо.
Він має незвичний вплив на самопочуття: викликає раптові напади нервового збудження, відчуття задухи і серцеву слабкість. Місцеві жителі звикли до холоду містраля і вважають його корисним для здоров'я. Але тому, хто вперше прибув до цих країв, він неприємний.

## Містраль у літературі
Александр Дюма (батько): «Раптом свіже і терпке нічне повітря обдало Дантеса; він пізнав містраль».
(«Граф Монте-Крісто», частина 1, глава XX «Цвинтар замку Іф», ст. 4, 13 рядок);
Ґі де Мопасан: «Піднявся вітер, льодяний вітер, від якого тріскається каміння і гине все живе на цих безлюдних висотах. Він налітав раптовими поривами, більш жалючими і смертоносними, ніж пориви палаючого вітру пустелі…»
Лідін Володимир Германович: «Коли починається холодний північний вітер і сонячний Прованс зі своїми кучерявими завдяки виноградникам долинами, спочатку тремтить, а потім ціпеніє, — отже, прийшла зима, тепер почнуться довгі дощі, і яхти та катери будуть стикатися один з одним в порту, і в „Притулку Франсуа“ скоро виставлять пічки з вугіллям, щоб нагріти відвідувачів. Містраль, вітер бродяг і безхатченків, і по всьому узбережжі Середземного моря також скоро підуть дощі…»
Володимир Вакуленко:
Завиває містраль, шорха сизий пісок,

Воля-воленька Душу тривожить.

Всі знайомі мелодії давніх думок

Світ незнанний і мрійний обожнить!

Завиває містраль і пустельний танок

Полохливо тупцюють бархани,

І зникає за мить босоногий мій крок

та мені ще зникати зарано.
Іван Бунін: поезія «Ніч»
Крижана ніч, містраль.

(Він ще не стих.)

Бачу у вікні блиск і далеч

Гір, пагорбів нагих.